# Édouard Michut
Édouard Michut (Aix-les-Bains, 4 maart 2003) is een Frans voetballer die doorgaans speelt als middenvelder. In november 2024 tekende hij voor Fortuna Sittard.

## Clubcarrière
Michut speelde in de jeugd van FC Le Chesnay 78 en Versailles voor hij zich in de zomer van 2016 aansloot bij de opleiding van Paris Saint-Germain. Vier jaar later tekende hij zijn eerste professionele contract bij de club, tot medio 2023. Het professionele debuut van de middenvelder volgde op 27 februari 2021, toen op bezoek bij Dijon met 0–4 werd gewonnen door doelpunten van Moise Kean, Kylian Mbappé (tweemaal) en Danilo Pereira. Die laatste werd door coach Mauricio Pochettino een minuut voor het einde van de reguliere speeltijd naar de kant gehaald, waarna Michut het veld betrad. Aan het einde van het seizoen 2020/21 werd het contract van Michut opengebroken en met twee jaar verlengd. Twee maanden na de contractverlenging werd Michut samen met Xavi Simons teruggezet naar het jeugdelftal van Paris Saint-Germain. Met deze beslissing wilde Pochettino zijn eerste selectie wat inkrimpen. Dat seizoen speelde hij vijf competitiewedstrijden, allemaal als invaller.
Aan het begin van het seizoen 2022/23 werd Michut voor een jaar op huurbasis overgenomen door Sunderland. In september 2023 werd de middenvelder voor de tweede maal verhuurd, nu aan Adana Demirspor. Bij deze verhuurperiode werd tevens een optie tot koop afgesloten. Deze optie werd begin 2024 door Adana Demirspor geactiveerd. Hierdoor kwam hij in de zomer vast te liggen bij de Turkse club. Doordat zijn salaris niet tijdig werd uitbetaald, verscheurde Michut zijn contract echter in augustus 2024. In november 2024 tekende de transfervrije middenvelder een contract bij Fortuna Sittard tot de zomer van 2027.

## Clubstatistieken
| Seizoen | Club                | Competitie   | Competitie | Competitie | Beker | Beker | Internationaal | Internationaal | Totaal | Totaal |
| Seizoen | Club                | Competitie   | Wed.       | Dlp.       | Wed.  | Dlp.  | Wed.           | Dlp.           | Wed.   | Dlp.   |
| ------- | ------------------- | ------------ | ---------- | ---------- | ----- | ----- | -------------- | -------------- | ------ | ------ |
| 2020/21 | Paris Saint-Germain | Ligue 1      | 1          | 0          | 0     | 0     | 0              | 0              | 1      | 0      |
| 2021/22 | Paris Saint-Germain | Ligue 1      | 5          | 0          | 2     | 0     | 0              | 0              | 7      | 0      |
| 2022/23 | → Sunderland        | Championship | 25         | 1          | 3     | 0     | —              | —              | 28     | 1      |
| 2023/24 | → Adana Demirspor   | Süper Lig    | 24         | 0          | 1     | 1     | —              | —              | 25     | 1      |
| 2024/25 | Adana Demirspor     | Süper Lig    | 2          | 0          | 0     | 0     | —              | —              | 2      | 0      |
| 2024/25 | Fortuna Sittard     | Eredivisie   | 3          | 1          | 1     | 0     | —              | —              | 4      | 1      |
| Totaal  | Totaal              | Totaal       | 60         | 2          | 7     | 1     | 0              | 0              | 67     | 3      |

Bijgewerkt op 22 december 2024.

## Erelijst
| Ligue 1 | 1 | 2021/22 |